# 東方 (姓)
東方（とうほう）は、漢姓の一つ。

## 中国の姓
東方はの漢姓の一つ。上古時代の伏羲の子孫と言われる。

### 郡望
- 済南郡

### 著名な人物

#### 歴史上
- 東方朔 - 前漢の文学家。

#### 現代
- 東方介徳（中国語版） - 台湾の前バスケットボール選手。
- 東方聞桜（中国語版） - 中国の女優-《紅楼夢》の賈探春などを演じた。

#### フィクション
- 東方不敗 - 金庸の小説《秘曲 笑傲江湖》の登場人物。

## 朝鮮の姓
東方（とうほう、トンバン、朝: 동방）は、朝鮮人の姓の一つである。

### 氏族
本貫は晋州東方氏が代表的である。始祖は明らかではなくて朝鮮正祖の時代の典籍であった東方淑が中始祖として知られている。中国上古人である伏羲氏の子孫であり、伏羲氏が東方の震の人なので東方を姓にしたと伝わる。
| 氏族（地域） | 創始者 | 人数（2015年） |
| ------------ | ------ | -------------- |
| 定州東方氏   |        | 11             |
| 済州東方氏   |        | 22             |
| 晋州東方氏   |        | 45             |
| 清州東方氏   |        | 97             |

### 人口と割合
1930年度国勢調査当時には総60所帯中50世帯が平安北道にあった。
| 年度   | 人口  | 世帯数 | 順位         | 割合 |
| ------ | ----- | ------ | ------------ | ---- |
| 1960年 | 95人  |        | 258姓200位   |      |
| 1975年 |       |        | 249姓中214位 |      |
| 2000年 | 220人 |        |              |      |
| 2015年 | 180人 |        |              |      |